# Ermita de San Cristóbal (Culla)
La Ermita de San Cristóbal de Culla, comarca del Alto Maestrazgo, en la provincia de Castellón, es una ermita datada en el siglo XVIII, dedicada a San Cristóbal que se encuentra ubicada en el paraje conocido como “La Lloma”, llamada  también "Lloma d'En Bom", sobre una muela rocosa que se encuentra a más de 1000 metros de altitud. El paraje se encuentra aproximadamente a un kilómetro al sur de la localidad de Culla.
Está catalogada como Bien de Relevancia Local, con código: 12.02.051-008.

## Historia
Se dice que fueron los propios vecinos de Culla los que construyeron esta ermita  a finales del siglo  XVIII, hay autores que consideran plausible que el año de finalización de las obras fuera 1799, para poder evitar de este modo el tener que trasladarse hasta la cercana localidad de Benasal para honrar a San Cristóbal, en la ermita que el santo tenía en esta. Hay autores que consideran posible que la construcción de la ermita tuviera su origen en diferencias que surgieron entre los dos municipios.

## Descripción

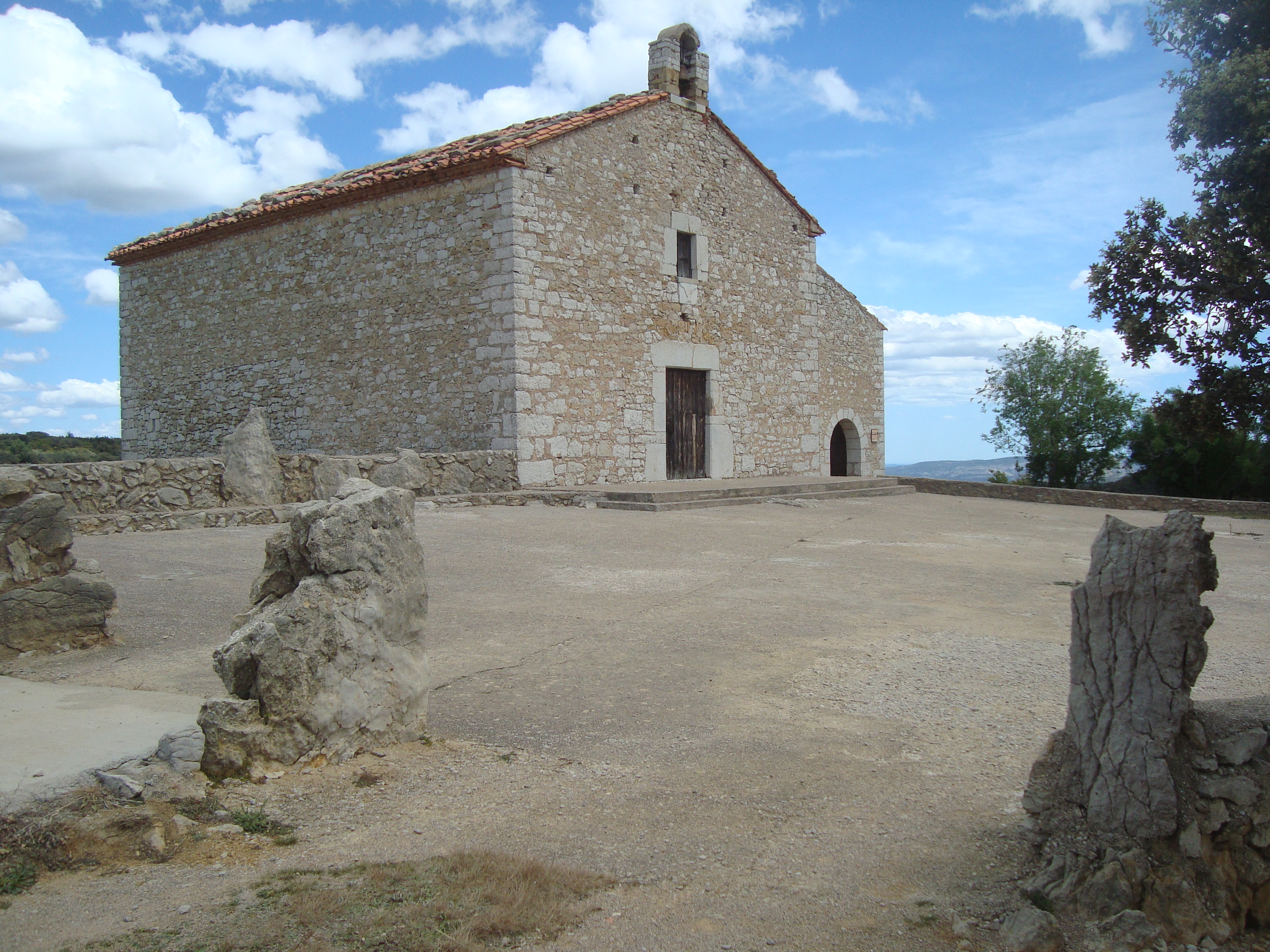
Ermita de San Cristóbal (Culla)

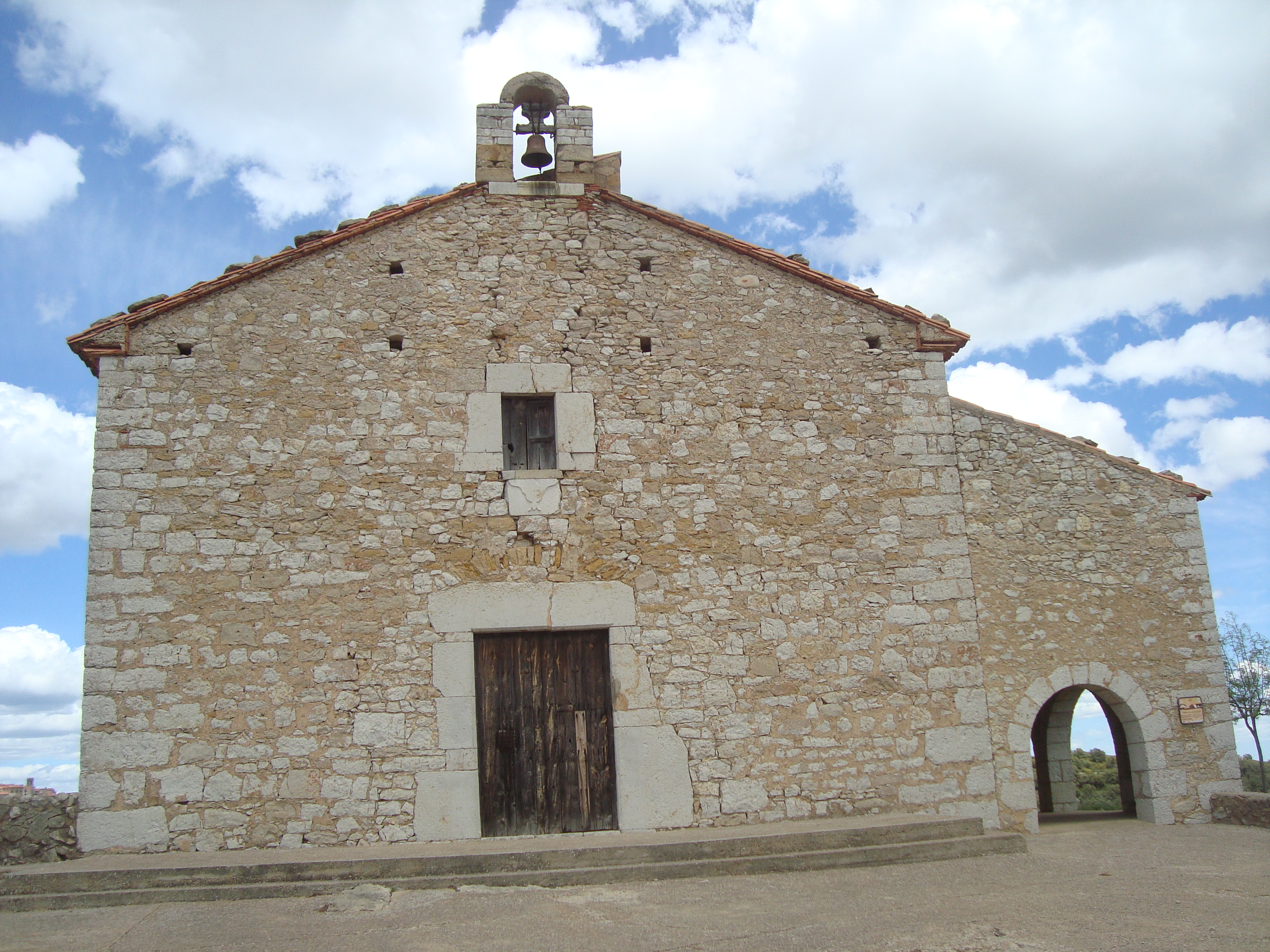
Ermita de San Cristóbal (Culla)

Se trata de una construcción austera, de planta rectangular, con empleo de mampostería reforzada en las esquinas con sillares y acabada en una cubierta de doble vertiente y con uso de tejas. Externamente llama la atención el amplio porche que fue añadido en 1918 a la construcción inicial. Tiene cuatro arcos de medio punto laterales y uno frontal.  Encima de este porche, que presenta un tejado independiente de menor altura, en ella hay una sala que es utilizada por las autoridades municipales en los actos festivos que en ella se realizan una vez al año. Aparte de este porche, la fachada es de una extrema sencillez. La puerta de acceso, que es de madera,  presenta dintel  y presenta una ventana rectangular. Como remate, la ermita cuenta con una pequeña espadaña para una sola campana.

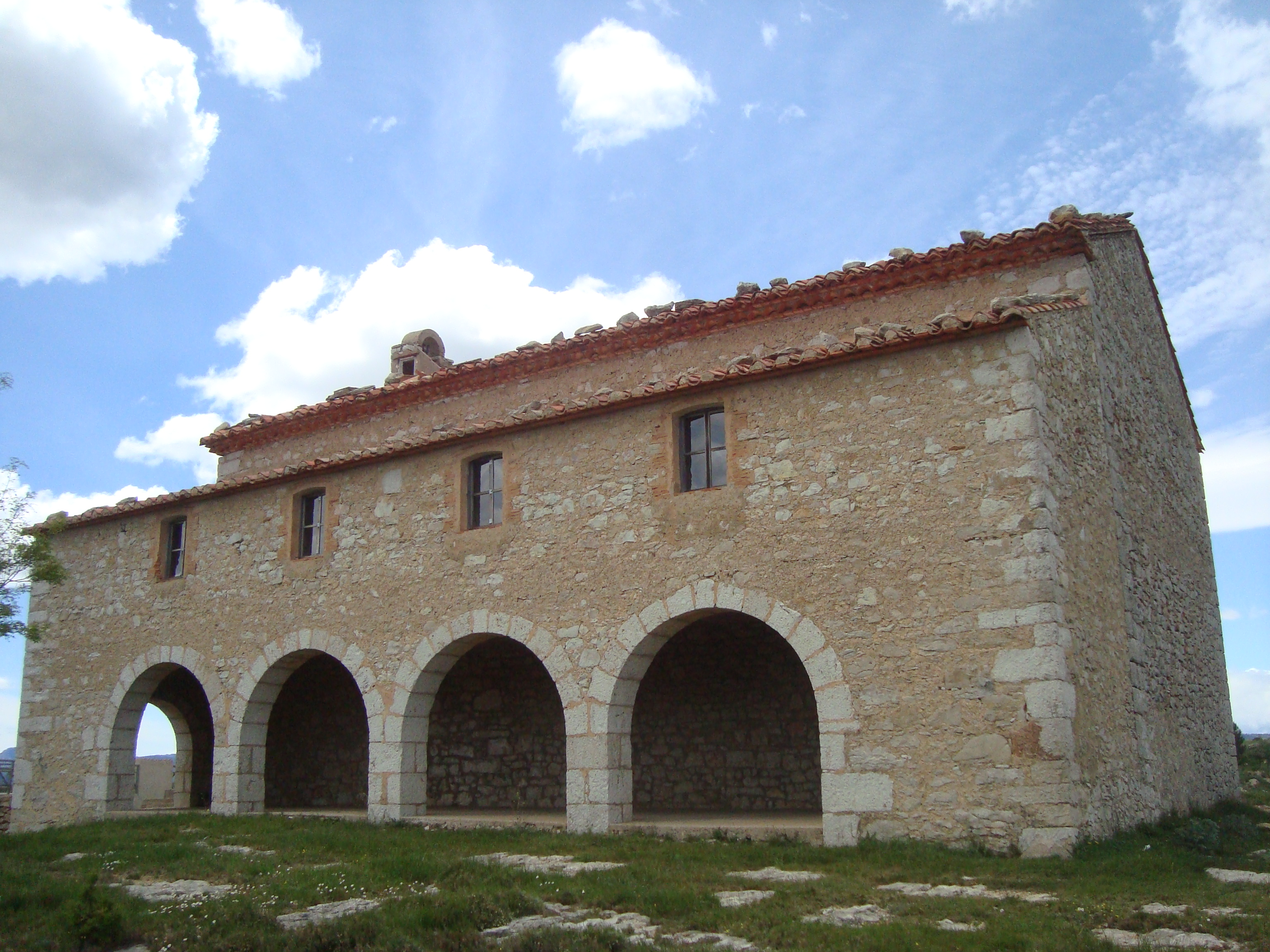
Ermita de San Cristóbal (Culla)

La única campana que presenta, tiene como nombre Verge del Carme, y es obra de los fundidores Hermanos Roses de Valencia, y data de 1920, y cuenta con un peso de 72 quilogramos.
Por su parte en el interior sigue la austeridad y sencillez externas, presentando una bella sobriedad. Tiene tres naves que se encuentran separadas por una serie de columnas que presentan capiteles jónicos, pero no tiene capillas laterales. Así, se pueden distinguir dos tramos, el crucero y la cabecera.  Presenta además  bóveda de cañón, soportada por arcos de medio punto, aunque en las naves laterales la  es de arista, mientras que en el crucero que presenta una cúpula rebajada sobre pechinas todo lo cual, no tiene repercusión externa. También presenta coro alto en la parte de los pies, y los laterales del crucero, a pesar de ser cortos, son empleados como sacristía y sala para los exvotos. Respecto al altar presenta un cuadro con la imagen del santo titular, san Cristóbal.
La ermita tiene su festividad el lunes de Pentecostés, cuando se lleva a cabo una romería, en la que se traslada la imagen del Santo, se lleva a cabo una misa, la bendición de vehículos y una comida campera. Tras los actos se vuelve al pueblo procesionalmente.
Muy cerca se encuentra el conocido como “Astropunt” de Culla, que es un observatorio situado en lo más alto del Maestrazgo, (a 1.030 metros de altura).